# Möhne
De Möhne is een rivier in de deelstaat Noordrijn-Westfalen in Duitsland. De rivier ontspringt op 500 meter boven de zeespiegel op de hoogvlakte van Brilon.
Van daaruit vloeit de Möhne door Brilon, eerst naar het noorden maar dan geleidelijk aan meer naar het noordwesten. Vanaf Rüthen tot de monding in Neheim-Hüsten stroomt de rivier in westelijke richting, tussen de Haarstrang in het noorden en het woud van Arnsberg in het zuiden.
Ten zuiden van Günne is er een dam die een stuwmeer vormt: de Möhnesee. Enkele tientallen kilometers voorbij de dam mondt de Möhne bij Neheim-Hüsten uit in de Ruhr.

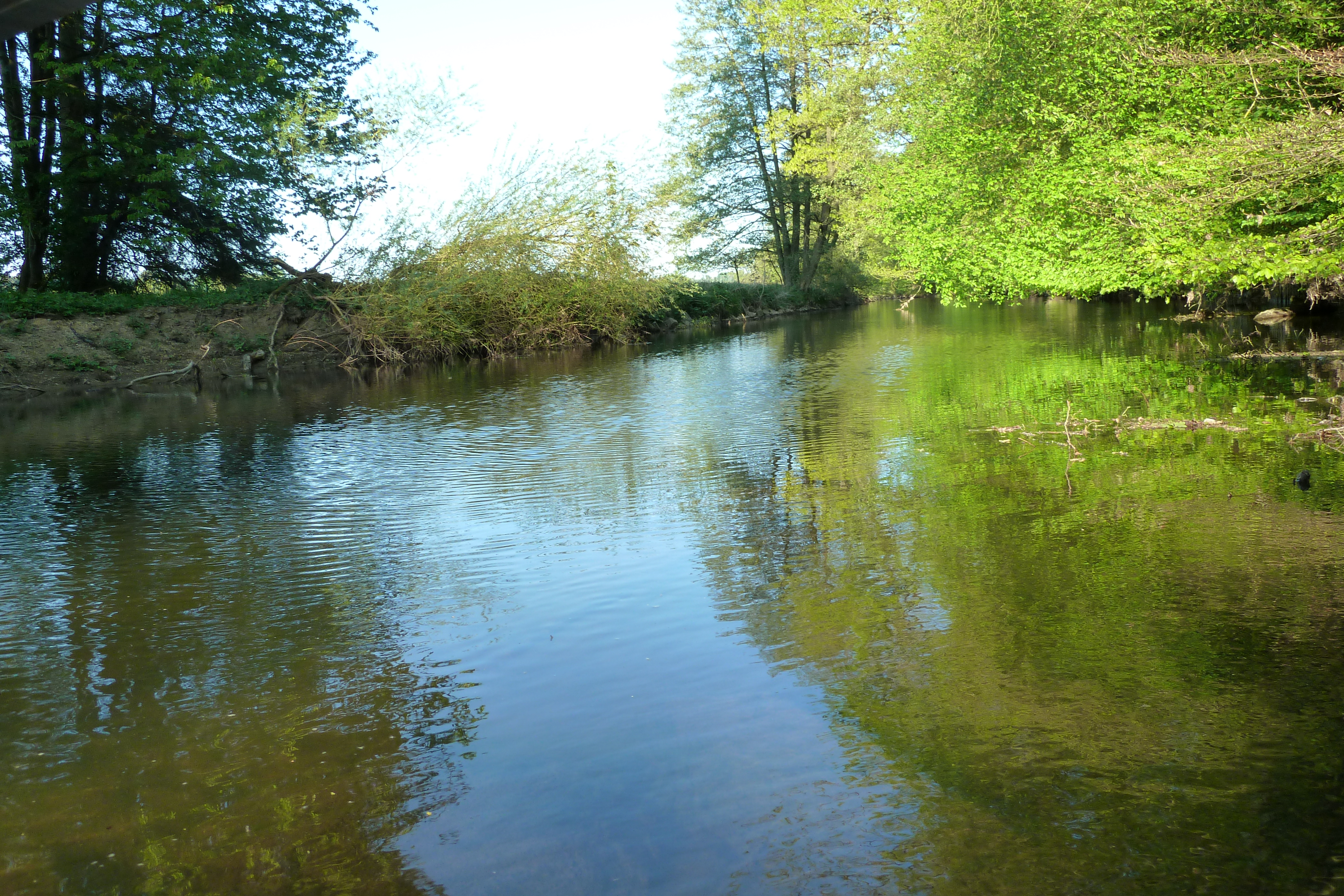
De Möhne bij Warstein-Mülheim
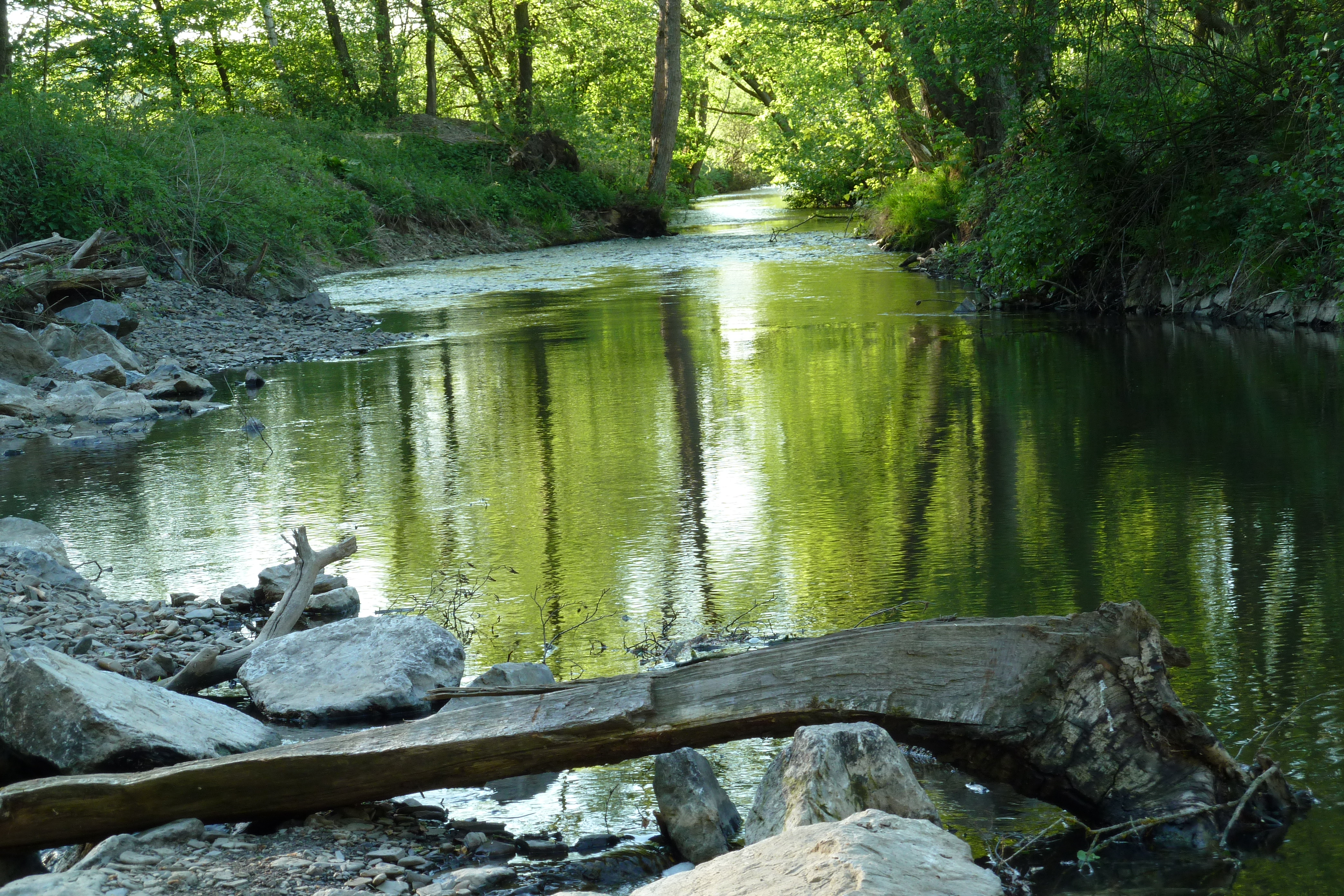
De Möhne bij Warstein-Mülheim

- Virtual International Authority File: 243256716